# Антонова, Екатерина Алексеевна
Екатери́на Алексе́евна Анто́нова (род. 29 мая 1990, Москва) — российская кёрлингистка, тренер по кёрлингу.
Участница зимних Олимпийских игр 2014 (как вторая запасная).
Мастер спорта России (кёрлинг).
Окончила Московскую государственную академию физической культуры (МГАФК).
Родилась и живёт в Москве.
Начала заниматься кёрлингом в 2001. Первый тренер — Ю. Борисова.
Выступает за одну из команд СДЮШОР «Москвич» — «Зекурион-Москвич», спонсируемую компанией Zecurion.
Тренер Московского кёрлинг-клуба (МКК).
В сборной команде России с 2008 года.
Участвует как телекомментатор в телетрансляциях турниров по кёрлингу.

## Достижения
- Универсиады: серебро (2011), бронза (2009).
- Чемпионат мира по кёрлингу среди юниоров: бронза (2011).
- Чемпионат России по кёрлингу среди женщин: золото (2011, 2013), серебро (2007, 2008, 2009, 2010, 2012), бронза (2014, 2017).
- Кубок России по кёрлингу среди женщин: золото (2008, 2010), серебро (2011, 2016, 2018), бронза (2015, 2017).
- Чемпионат России по кёрлингу среди смешанных команд: серебро (2008).
- Чемпионат России по кёрлингу среди смешанных пар: серебро (2013), бронза (2007).

## Команды
| Сезон                                               | Четвёртый           | Третий             | Второй              | Первый              | Запасной                                                                               | Турниры                               |
| --------------------------------------------------- | ------------------- | ------------------ | ------------------- | ------------------- | -------------------------------------------------------------------------------------- | ------------------------------------- |
| 2007—08                                             | Дарья Козлова       | Екатерина Антонова | Маргарита Борисова  | Юлия Светова        | Анна Лобова                                                                            | КРЖ 2007 (8 место) ЧРЖ 2008 (6 место) |
| 2008—09                                             | Юлия Светова        | Екатерина Антонова | Анна Лобова         | Маргарита Борисова  |                                                                                        |                                       |
| 2008—09                                             | Людмила Прививкова  | Екатерина Галкина  | Маргарита Фомина    | Екатерина Антонова  |                                                                                        | КРЖ 2008 · ЧРЖ 2009                   |
| 2008—09                                             | Людмила Прививкова  | Нкеирука Езех      | Маргарита Фомина    | Екатерина Галкина   | Екатерина Антонова                                                                     | ЗУ 2009                               |
| 2009—10                                             | Маргарита Фомина    | Екатерина Галкина  | Екатерина Антонова  | Надежда Лепезина    | Людмила Прививкова                                                                     | КРЖ 2009 (5 место)                    |
| 2009—10                                             | Ольга Жаркова       | Екатерина Антонова | Ольга Зябликова     | Галина Арсенькина   |                                                                                        |                                       |
| 2009—10                                             | Анна Сидорова       | Екатерина Антонова | Ольга Зябликова     | Галина Арсенькина   |                                                                                        |                                       |
| 2009—10                                             | Дарья Козлова       | Ольга Зябликова    | Екатерина Антонова  | Галина Арсенькина   |                                                                                        |                                       |
| 2009—10                                             | Анна Сидорова       | Маргарита Фомина   | Екатерина Галкина   | Галина Арсенькина   | Екатерина Антонова                                                                     | ЧМЮ 2010 (5 место)                    |
| 2009—10                                             | Маргарита Фомина    | Екатерина Галкина  | Екатерина Антонова  | Надежда Лепезина    | Людмила Прививкова                                                                     | ЧРЖ 2010                              |
| 2010—11                                             | Людмила Прививкова  | Маргарита Фомина   | Екатерина Антонова  | Екатерина Галкина   |                                                                                        | КРЖ 2010                              |
| 2010—11                                             | Анна Сидорова       | Ольга Зябликова    | Екатерина Антонова  | Галина Арсенькина   | Виктория Моисеева (ЧМЮ)                                                                | ЧМЮ 2011                              |
| 2010—11                                             | Анна Сидорова       | Маргарита Фомина   | Екатерина Антонова  | Екатерина Галкина   | Людмила Прививкова                                                                     | ЗУ 2011                               |
| 2010—11                                             | Людмила Прививкова  | Маргарита Фомина   | Екатерина Антонова  | Екатерина Галкина   | Анастасия Прокофьева                                                                   | ЧРЖ 2011                              |
| 2011—12                                             | Ольга Зябликова     | Екатерина Антонова | Виктория Моисеева   | Галина Арсенькина   |                                                                                        |                                       |
| 2011—12                                             | Людмила Прививкова  | Маргарита Фомина   | Екатерина Антонова  | Екатерина Галкина   |                                                                                        | КРЖ 2011                              |
| 2011—12                                             | Людмила Прививкова  | Маргарита Фомина   | Екатерина Галкина   | Екатерина Антонова  |                                                                                        | ЧРЖ 2012                              |
| 2012—13                                             | Екатерина Антонова  | Виктория Моисеева  | Галина Арсенькина   | Александра Раева    | Алина Ковалёва                                                                         |                                       |
| 2012—13                                             | Людмила Прививкова  | Маргарита Фомина   | Екатерина Галкина   | Екатерина Антонова  | Анастасия Бегинина                                                                     | ЧРЖ 2013                              |
| 2013—14                                             | Виктория Моисеева   | Нкеирука Езех      | Екатерина Антонова  | Александра Раева    |                                                                                        |                                       |
| 2013—14                                             | Людмила Прививкова  | Екатерина Галкина  | Маргарита Фомина    | Екатерина Антонова  | Валерия Шелкова                                                                        | ЧРЖ 2014                              |
| 2015—16                                             | Алина Биктимирова   | Яна Некрасова      | Екатерина Антонова  | Анастасия Скултан   | Ирина Беляева (КРЖ)                                                                    | КРЖ 2015 · ЧРЖ 2016 (7 место)         |
| 2016—17                                             | Мария Борисова      | Алина Биктимирова  | Екатерина Антонова  | Анастасия Скултан   |                                                                                        | КРЖ 2016                              |
| 2017—18                                             | Алина Биктимирова   | Яна Некрасова      | Екатерина Антонова  | Анастасия Скултан   | Лолита Третьяк                                                                         | КРЖ 2017                              |
| 2018—19                                             | Екатерина Галкина   | Екатерина Антонова | Анна Антонюк        | Анастасия Скултан   | Римма Шаяфетдинова                                                                     | КРЖ 2018 · ЧРЖ 2019 (7 место)         |
| 2019—20                                             | Алина Биктимирова   | Екатерина Антонова | Ирина Беляева       | Анна Антонюк        | Марина Малеева                                                                         | КРЖ 2019 (5 место)                    |
| 2020—21                                             | Алина Биктимирова   | Екатерина Антонова | Ирина Беляева       | Мария Архипова      | Марина Малеева (КРЖ), Надежда Лепезина (ЧРЖ) тренеры: Ольга Андрианова, А.К. Белявский | КРЖ 2020 (7 место) ЧРЖ 2020 (6 место) |
| 2020—21                                             | Алина Биктимирова   | Екатерина Антонова | Александра Раева    | Надежда Лепезина    | Ирина Беляева тренеры: Ольга Андрианова, Евгений Архипов, А.К. Белявский               | ЧРЖ 2021 (9 место)                    |
| 2021—22                                             | Маргарита Фомина    | Екатерина Галкина  | Александра Раева    | Екатерина Антонова  | тренер: Маргарита Фомина                                                               | ЧРЖ 2022 (12 место)                   |
| 2022—23                                             | Маргарита Фомина    | Екатерина Галкина  | Александра Раева    | Екатерина Антонова  | тренер: Маргарита Фомина                                                               | КРЖ 2022 (7 место) ЧРЖ 2023 (8 место) |
| 2023—24                                             | Маргарита Фомина    | Екатерина Антонова | Александра Раева    | Анастасия Леонтьева | Валерия Щёголева (КРЖ), Полина Крохоткина (ЧРЖ) тренер: Маргарита Фомина               | КРЖ 2023 (8 место) ЧРЖ 2023 (9 место) |
| 2024—25                                             | Маргарита Фомина    | Софья Оразалина    | Александра Раева    | Екатерина Антонова  | тренер: Маргарита Фомина                                                               | КРЖ 2024 (7 место)                    |
| 2024—25                                             | Маргарита Фомина    | Александра Раева   | Софья Оразалина     | Екатерина Антонова  | тренер: Маргарита Фомина                                                               | ЧРЖ 2025 (10 место)                   |
| Кёрлинг среди смешанных команд (mixed curling)      |                     |                    |                     |                     |                                                                                        |                                       |
| 2007—08                                             | Александр Кириков   | Дарья Козлова      | Алексей Камнев      | Юлия Светова        | Вадим Школьников, Екатерина Антонова                                                   | ЧЕСК 2007 (5 место)                   |
| 2007—08                                             | Артём Болдузев      | Екатерина Галкина  | Алексей Стукальский | Екатерина Антонова  | Вадим Раев Ольга Зябликова                                                             | ЧРСК 2008                             |
| 2008—09                                             | Вадим Школьников    | Екатерина Антонова | Сергей Манулычев    | М. Горбаконь        | тренеры: О. А. Андрианова, Ю.С. Борисова, В.Н. Гудин                                   | КРСК 2008 (13 место)                  |
| 2009—10                                             | Роман Кутузов       | Екатерина Галкина  | Александр Козырев   | Екатерина Антонова  |                                                                                        | ЧРСК 2010 (10 место)                  |
| 2011—12                                             | Маргарита Фомина    | Евгений Архипов    | Екатерина Антонова  | Сергей Манулычев    |                                                                                        | КРСК 2011 (9 место)                   |
| 2011—12                                             | Людмила Прививкова  | Вадим Школьников   | Екатерина Антонова  | Александр Кириков   | Римма Шеяфетдинова                                                                     | ЧРСК 2012 (4 место)                   |
| 2012—13                                             | Александр Козырев   | Галина Арсенькина  | Евгений Архипов     | Екатерина Антонова  |                                                                                        | ЧРСК 2013 (9 место)                   |
| 2024—25                                             | Маргарита Фомина    | Никита Барабанов   | Екатерина Антонова  | Дмитрий Драчёв      | тренер: Маргарита Фомина                                                               | ЧРСК 2025 (14 место)                  |
| Кёрлинг среди смешанных пар (mixed doubles curling) |                     |                    |                     |                     |                                                                                        |                                       |
| 2007—08                                             | Роман Кутузов       | Екатерина Антонова |                     |                     |                                                                                        | ЧРСП 2007                             |
| 2009—10                                             | Вадим Раев          | Екатерина Антонова |                     |                     | тренеры: С. Я. Калалб, Н. Н. Петрова                                                   | КРСП 2009 (7 место)                   |
| 2012—13                                             | Алексей Стукальский | Екатерина Антонова |                     |                     |                                                                                        | ЧРСП 2013                             |

(скипы выделены полужирным шрифтом)

## Результаты как тренера национальных сборных
| Год  | Турнир                                          | Сборная                | Место |
| ---- | ----------------------------------------------- | ---------------------- | ----- |
| 2016 | Чемпионат мира по кёрлингу среди ветеранов 2016 | Россия (ветераны муж.) | 24    |